# Andrzej Pielecki
Andrzej Wojciech Pielecki (zm. 5 października 2020) – polski pedagog specjalny, dr hab., prof. UMCS.

## Życiorys
2 maja 1986 obronił pracę doktorską, 16 czerwca 2014 habilitował się na podstawie pracy zatytułowanej Zmiany postaw młodzieży wobec osób niepełnosprawnych. Został zatrudniony na stanowisku adiunkta na Wydziale Zamiejscowym w Lublinie Wyższej Szkole Pedagogicznej im. Janusza Korczaka w Warszawie.
Był profesorem uczelni w Instytucie Pedagogiki na Wydziale Pedagogiki i Psychologii Uniwersytetu Marii Curie-Skłodowskiej.
Zmarł 5 października 2020.